# Benjamin Longue
Benjamin Longue (Numea, 3 dicembre 1980) è un calciatore francese, difensore del Magenta.

## Carriera

### Club
Durante la sua carriera ha giocato con varie squadre di club, tra cui anche il Bastia.

### Nazionale
Nel 2003 debutta con la Nazionale neocaledoniana, dove vanta 13 presenze.